# ویروس نیل غربی
ویروس نیل غربی (نام علمی: West Nile virus) یا (به اختصار WNV)، میکروارگانیسمی است که باعث شیوع بیماری‌های مرگبار در اسبها، پرندگان و انسانها می‌شود. این ویروس عمدتاً پرندگان را آلوده می‌کند ولی برای آلوده سازی انسانها، سگها، اسبها و خفاش‌ها نیز شناخته شده‌است.

## نام گذاری
برای اولین بار این ویروس در سال ۱۹۳۷، در یکی از استانهای کشور اوگاندا مشاهده شد و به نام آن نامگذاری شد.